# Hasan Sarı
Hasan Sarı (* 27. August 1956 in Kütahya) ist ein türkischer Fußballtrainer.

## Trainerkarriere
Hasan Sarı arbeitet seit Mitte der 1980er Jahre als Fußballtrainer und betreute überwiegend Mannschaften der türkischen Amateurligen, unter anderem Tavşanlı Linyitspor.
Vor dem 9. Spieltag der Saison 2012/13 übernahm er den Zweitligisten Tavşanlı Linyitspor. Bereits nach zwei Spieltagen wurde er durch Arif Peçenek ersetzt und übernahm stattdessen die Reservemannschaft Linyitspors.